# Goudmonarch
De goudmonarch (Carterornis chrysomela; synoniem: Monarcha chrysomela) is een zangvogel uit de familie Monarchidae (monarchen).

## Verspreiding en leefgebied
Deze soort komt voor op Nieuw-Guinea en de Bismarck-archipel en telt negen ondersoorten:
- C. c. aruensis: zuidwestelijk Nieuw-Guinea en de Aru-eilanden (nabij zuidwestelijk Nieuw-Guinea).
- C. c. melanonotus: Raja Ampat-eilanden en noordwestelijk Nieuw-Guinea.
- C. c. kordensis: Biak (nabij noordwestelijk Nieuw-Guinea).
- C. c. aurantiacus: noordelijk Nieuw-Guinea.
- C. c. nitidus: oostelijk Nieuw-Guinea en D'Entrecasteaux-eilanden.
- C. c. pulcherrimus: Dyaul (Bismarck-archipel).
- C. c. chrysomela: Lavongai en Nieuw-Ierland (Bismarck-archipel).
- C. c. whitneyorum: Lihir (Bismarck-archipel).
- C. c. tabarensis: Tabar (Bismarck-archipel).

## Status
De grootte van de populatie is niet gekwantificeerd maar de soort wordt omschreven als vrij algemeen. Op de Rode lijst van de IUCN heeft deze soort de status niet bedreigd.